# سلطان صفحي
سلطان صفحي (مواليد 15 سبتمبر 1992) هو لاعب كرة قدم سعودي يلعب في نادي رضوى.
لعب سابقاً في نادي حطين ونادي التضامن ونادي التهامي ونادي الحزم ونادي الجبيل ونادي بيش ونادي القلعة ونادي المزاحمية ونادي رضوى.